# Bathysolea
A Bathysolea a csontos halak (Osteichthyes) főosztályának a sugarasúszójú halak (Actinopterygii) osztályába, ezen belül a lepényhalalakúak (Pleuronectiformes) rendjébe és a nyelvhalfélék (Soleidae) családjába tartozó nem.

## Rendszerezésük
A nembe az alábbi 4 faj tartozik:
- Bathysolea lactea Roule, 1916
- Bathysolea lagarderae Quéro & Desoutter, 1990
- Bathysolea polli (Chabanaud, 1950)
- Bathysolea profundicola (Vaillant, 1888)